# John Herman Cox

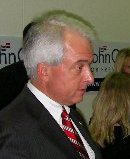
Cox in 2007

John Herman Cox (Chicago, 15 juli 1955) is een Amerikaanse zakenman en Republikeins politicus.
Hij studeerde boekhouding en politicologie aan de Universiteit van Illinois in Chicago.
In 1981 richtte hij een advocatenkantoor op dat gespecialiseerd was in bedrijfs- en belastingrecht genaamd John H. Cox and Associates Ltd. In 1985 stichtte hij bovendien Cox Financial Group Ltd., dat zich specialiseert in financiële advisering aan particulieren, en in 1995 Equity Property Management, een onroerend goed management-bedrijf.
In 2000 eindigde John Cox als vierde uit 10 kandidaten in de Republikeinse voorverkiezingen in de race voor Illinois' 10th District voor het Huis van Afgevaardigden. In 2002 werd Cox derde bij de Republikeinse voorverkiezingen voor de Amerikaanse Senaat. In 2004 verloor John Cox de verkiezingen voor Cook County (Illinois) (dat is: Chicago) Recorder of Deeds van Democraat Eugene Moore.
Op 9 maart 2006 stelde hij zich als eerste Republikein kandidaat voor de nominatie bij de Amerikaanse presidentsverkiezingen 2008.